# Katastrofa lotu Pacific Southwest Airlines 182
Katastrofa lotu Pacific Southwest Airlines 182 – katastrofa lotnicza, która wydarzyła się 25 września 1978 roku w okolicach San Diego. Boeing 727-214 lecący z Sacramento do San Diego, zderzył się z awionetką Cessna 172. Kilka sekund później oba samoloty spadły na ziemię. W katastrofie zginęły 144 osoby (135 osób z Boeinga, 2 osoby z Cessny oraz 7 osób na ziemi).

## Samolot
Boeing 727-214 (nr rej. N533PS) biorący udział w zderzeniu, został wyprodukowany 4 czerwca 1968 roku i do 1978 roku wylatał 36 557 godzin. Feralnego dnia samolot odbywał lot z Sacramento do San Diego z międzylądowaniem w Los Angeles. 

## Przebieg lotu
Maszyna wystartowała z lotniska Los Angeles International Airport do San Diego International Airport. Maszyna zbliżała się do celu podróży i piloci rozpoczęli procedurę podchodzenia do lądowania. Tymczasem awionetka, lecąca lotem VFR utrzymywała wysokość 3500 stóp. Załoga Boeinga otrzymała zgodę na lądowanie na pasie nr 27. Kontrola ruchu lotniczego w San Diego ostrzegła pilotów Boeinga przed przelatującą w pobliżu Cessną.
O godz. 9:01:47 kontrolerzy ostrzegli załogę Cessny. W tym samym momencie Cessna 172 uderzyła w prawe skrzydło Boeinga 727. Cessna po kolizji rozpadła się w powietrzu na wiele części, natomiast w  Boeingu zapaliło się prawe skrzydło, przez co samolot gwałtownie skręcił w prawo. Pilotom nie udało się uratować samolotu. Maszyna rozbiła się na terenie osiedla domków jednorodzinnych. Zginęły 144 osoby (137 osób na pokładach obu maszyn i 7 na ziemi). Świadek Hans Wendt sfotografował spadającego Boeinga na kilka sekund przed zderzeniem maszyny z ziemią.

## Przyczyny kolizji
Oficjalny raport dotyczący katastrofy PSA 182 ukazał się 4 kwietnia 1979 roku. Przyczynami zderzenia były: 
- błąd kontrolera ruchu lotniczego, który widząc na radarze zbliżające się do siebie samoloty tylko przestrzegł pilotów obu maszyn przed innym samolotem. W sytuacji, gdy samoloty przelatują bardzo blisko siebie, kontroler powinien skierować jedną z maszyn w inną stronę lub nakazać pilotom zmianę wysokości lotu.

- fakt, że załogi obu samolotów nie widziały się nawzajem: pilot Cessny miał założony specjalny hełm, umożliwiający mu jedynie obserwację przyrządów w kokpicie (ćwiczył lot na podstawie wskazań przyrządów), natomiast załoga lotu nr 182 nie widziała awionetki, gdyż mały samolot, widziany z góry, wtopił się w wielobarwny, bardzo silnie zróżnicowany krajobraz przedmieść San Diego.

- błąd instruktora pilota Cessny: skoro jego uczeń ćwiczył lot według przyrządów i nie miał możliwości obserwacji otoczenia wokół maszyny, lot szkoleniowy nie powinien przebiegać przez obszar nasilonego ruchu powietrznego.

- fatalny zbieg okoliczności. Gdy kontroler lotów zauważył, że Cessna i Boeing zbliżają się do siebie, zapytał załogę lotu nr 182, czy widzą awionetkę. Piloci odpowiedzieli: I think he's passed to our right (chyba minął nas z prawej). Na skutek zakłóceń w komunikacji radiowej, kluczowe słowo zostało przytłumione przez trzask i kontroler zrozumiał odpowiedź załogi jako I think he's passing to our right (chyba mija nas z prawej). Gdyby kontroler usłyszał właściwą wypowiedź – zrozumiałby, że załoga samolotu nie widzi Cessny (która wciąż znajdowała się przed Boeingiem); jednak zniekształcenie wypowiedzi spowodowało, że kontroler zrozumiał, iż załoga cały czas widzi awionetkę i podejmuje działania mające na celu uniknięcie fatalnej kolizji.

## Galeria

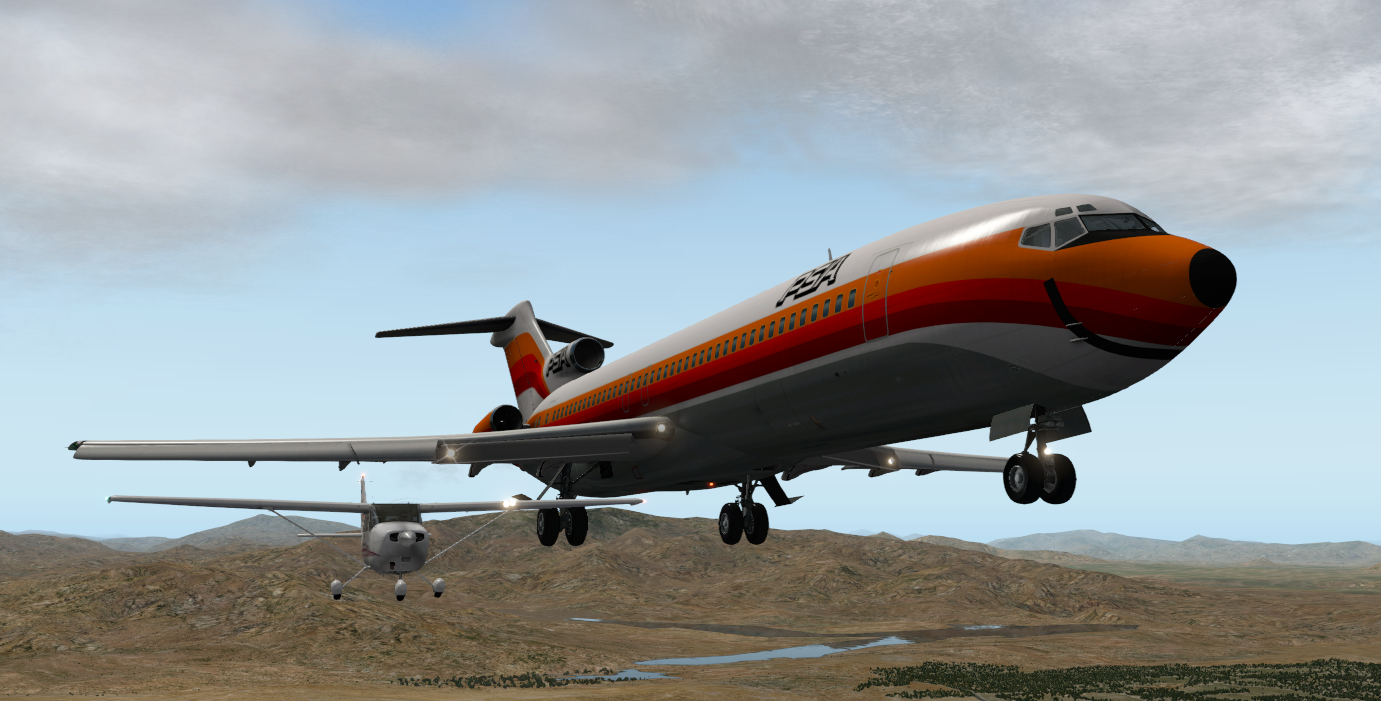
Wizualizacja zderzenia
Animacja przedstawiająca dwa punkty, tuż przed tragedią
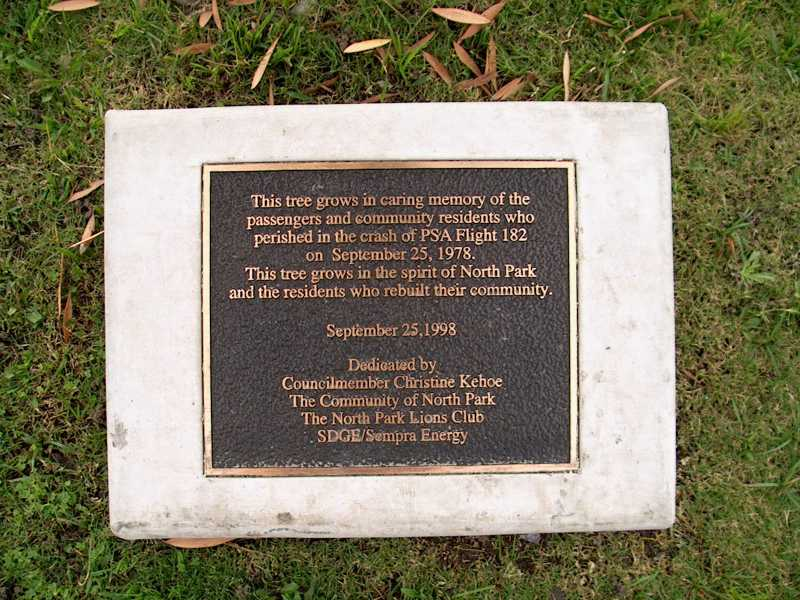
Tablica upamiętniająca ofiary zderzenia, ustawiona w miejscu rozbicia się Boeinga